# Cazis
Cazis (rétorománsky Cazas či Tgazas) je obec ve švýcarském kantonu Graubünden, okresu Viamala. Nachází se v údolí Zadního Rýna, asi 16 kilometrů jihozápadně od kantonálního hlavního města Churu, v nadmořské výšce 659 metrů. Má přes 2 000 obyvatel.
Obec v současných hranicích vznikla k 1. lednu 2010 sloučením bývalých samostatných obcí Cazis, Tartar, Portein, Sarn a Präz.

## Geografie
Obec se nachází v oblasti pohoří Heinzenberg asi tři kilometry severovýchodně od Thusis a do konce roku 2009 se skládala ze 7 místních částí Luvreu, Oberrealta, Ratitsch, Schauenberg, Summaprada, Unterrealta a Valleina. K 1. lednu 2010 byly výše uvedené bývalé obce Portein, Präz (s částmi Dalin a Raschlegnas), Sarn a Tartar sloučeny s obcí Cazis jako její nové místní části. Z původní rozlohy obce (do konce roku 2009) 727 ha připadá 299 ha na lesy a lesní pozemky, 298 ha na zemědělskou půdu, 99 ha na zastavěnou plochu a zbývajících 31 ha na neproduktivní plochy (převážně hory).
Obcí protéká Zadní Rýn.

## Historie

Letecký pohled na Cazis (1970)

První osadníci se usadili na konci neolitu na kopci Petrus severozápadně od obce. Nálezy kostí dokazují, že se živili chovem dobytka a lovem. Později se věnovali zemědělství. V horní části údolí se ve skalní puklině nacházelo sídliště Cresta (přibližně mezi lety 2300–800 př. n. l.).
Ve východní části obce se nachází farní kostel sv. Martina. Byl postaven pravděpodobně v 7. století. Dnes slouží jako kostel se hřbitovem k pohřbívání zemřelých. Místní farní klášter byl nejstarší na sever od Alp. V blízkosti kláštera se nachází kaple svatého Vendelína, kterou nechali postavit poutníci, obchodníci a zemědělci.
Dva vesnické kostely svatého Pavla a svatého Petra pocházejí ze 14. století, kamenný kostel byl postaven v roce 1996. Poté, co se 7. srpna 1834 Rýn po silné bouři vylil z břehů, byla provedena úprava koryta Rýna, aby byla silnice zajištěna.
V roce 1855 byla v Cazis otevřena klinika Realta a v roce 1919 ústav pro duševně choré. Na začátku listopadu 2019 byla dokončena výstavba nového nápravného zařízení Cazis Tignez a 18. listopadu téhož roku bylo slavnostně otevřeno. Nová budova je určena pro 152 vězňů a nahrazuje 200 let starou vazební věznici v Churu.
Výstavba železnice výrazně zlepšila dopravní dostupnost oblasti. Železniční trať Landquart–Thusis byla otevřena roku 1896 a na území obce vznikly tři železniční stanice Cazis, Rodels-Realta a Rothenbrunnen (poslední jmenovaná pro stejnojmennou sousední obec). V návaznosti na ni započala stavba slavné Albulské dráhy. Ta byla předána do provozu v roce 1903. Trať umožnila celoroční spojení Churu a centrální části Švýcarska s údolím Engadin a rozvíjejícím se rekreačním střediskem Svatý Mořic‎‎. Od roku 1919 je Albulská dráha i trať do Landquartu elektrifikována.
Obecní elektrárna Sernf-Nieberenbach byla postavena v roce 1905. O devět let později byla rozšířena a přejmenována na elektrárnu Zervreila. V roce 1963 se do nové budovy školy přestěhovaly čtyři základní a tři střední třídy. V roce 1971 byla otevřena další škola sv. Kateřiny. V roce 1850 měl Cazis 755 obyvatel.

## Obyvatelstvo

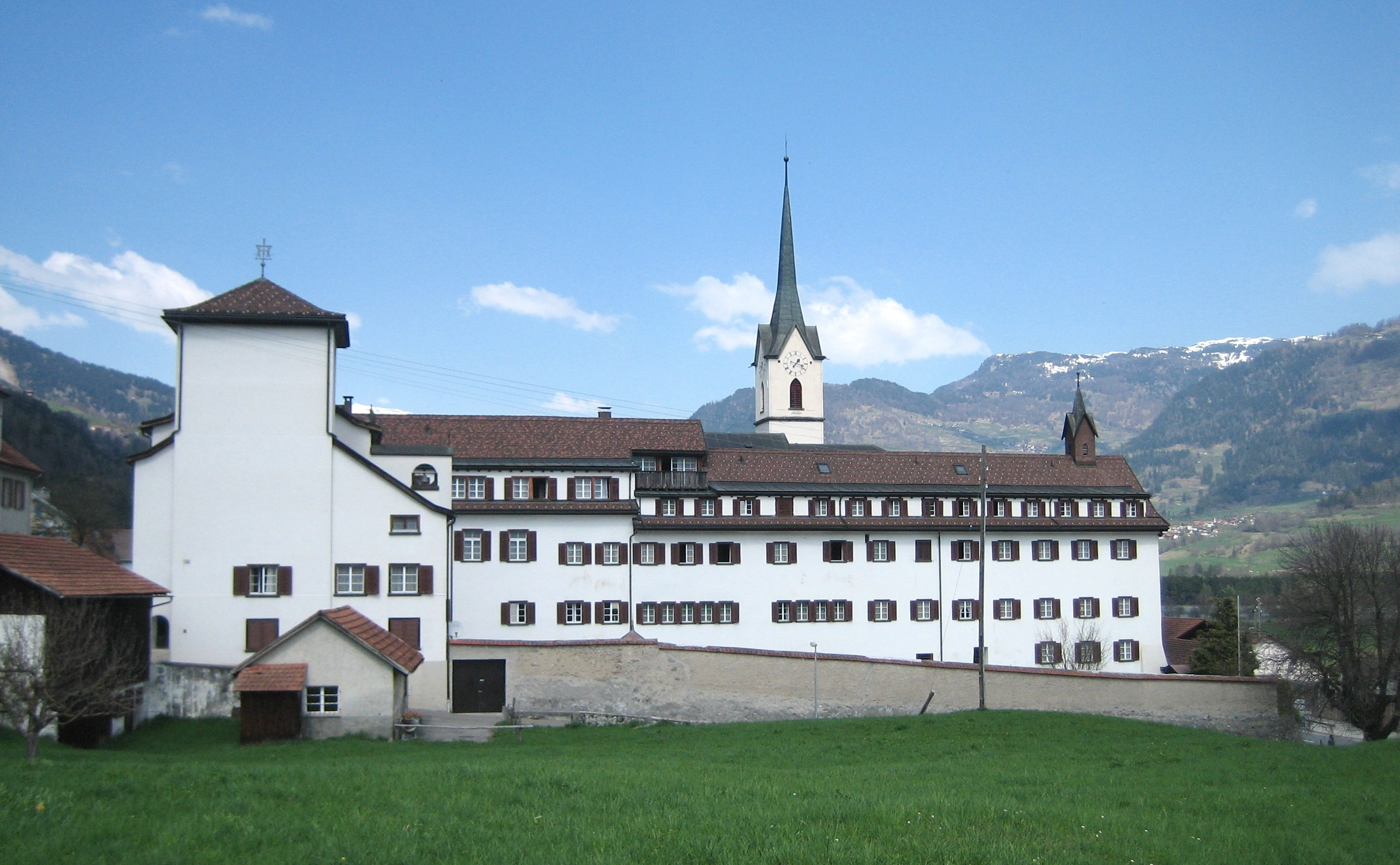
Klášter Cazis

| Rok            | 1803 | 1850 | 1900 | 1950  | 1970  | 1980  | 1990  | 2000  | 2005  | 2019  |
| Počet obyvatel | 420  | 755  | 738  | 1 441 | 1 687 | 1 541 | 1 587 | 1 575 | 1 501 | 2 264 |

### Jazyky
Až do roku 1800 mluvili téměř všichni obyvatelé Cazis jazykem sutselvisch, místním dialektem rétorománštiny. Až do roku 1870 měli Rétové absolutní většinu a ještě v roce 1880 měli relativní většinu 49 %. V roce 1900 však již německy mluvila více než polovina obyvatel. Do roku 1941 klesl podíl rétorománštiny na 18 %. Minoritní podíl v řádu jednotek procent má v obci také italština. Jak ukazuje následující tabulka, jazykové změny neúprosně pokračují:
| Jazyky v Cazis (údaje za obec před sloučením roku 2010) |                   |                   |                   |                   |                   |                   |
| Jazyk                                                   | Sčítání lidu 1980 | Sčítání lidu 1980 | Sčítání lidu 1990 | Sčítání lidu 1990 | Sčítání lidu 2000 | Sčítání lidu 2000 |
| Jazyk                                                   | Počet             | Podíl             | Počet             | Podíl             | Počet             | Podíl             |
| Němčina                                                 | 1 166             | 75,67 %           | 1 276             | 80,40 %           | 1 326             | 84,19 %           |
| Rétorománština                                          | 191               | 12,39 %           | 101               | 6,36 %            | 74                | 4,70 %            |
| Italština                                               | 112               | 7,27 %            | 81                | 5,10 %            | 43                | 2,73 %            |
| Počet obyvatel                                          | 1 541             | 100 %             | 1 587             | 100 %             | 1 575             | 100 %             |

## Doprava

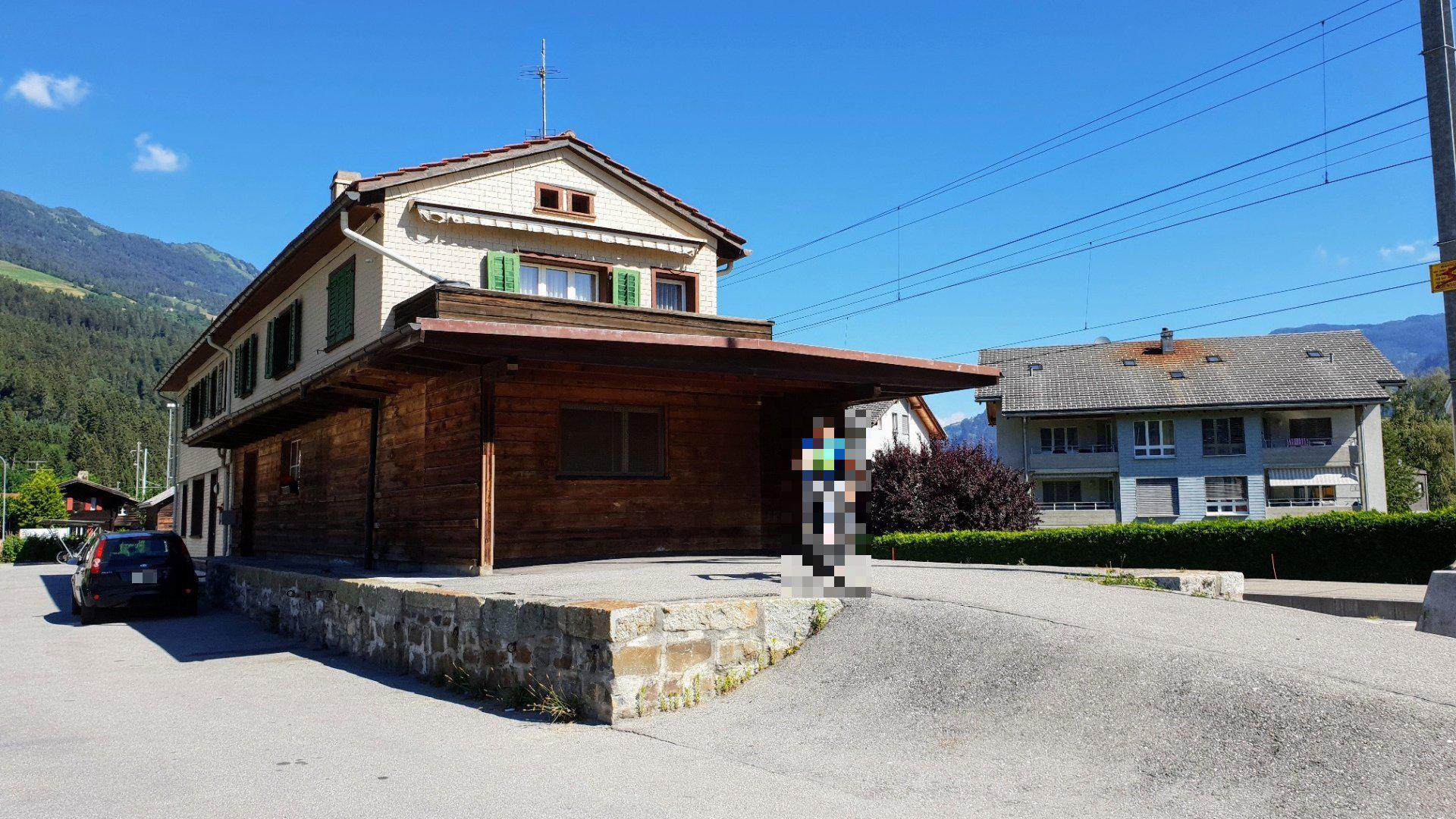
Železniční stanice Cazis

Obec leží na dálnici A13 v trase St. Margrethen – Chur – Bellinzona (nejbližší exity 20 Rothenbrunnen a 21 Thusis-Nord) a také kantonální hlavní silnici č. 13. Železniční stanice Cazis a zastávky Rodels-Realta a Rothenbrunnen se nachází na trati Landquart–Thusis, na kterou plynule navazuje známá Albulská dráha.